# Patrik Anttonen
Patrik Anttonen (* 6. März 1980 in Örebro) ist ein schwedischer Fußballspieler. Der Defensivspieler, der 2009 in der schwedischen Nationalmannschaft debütierte, steht seit 1999 bei Örebro SK unter Vertrag.

## Werdegang
Anttonen begann mit dem Fußballspielen bei Ervalla SK, ehe er über die Jugendabteilungen von Hovsta IF und BK Forward 1999 zu Örebro SK kam. Bei seinem neuen, in der Allsvenskan antretenden Klub debütierte er im April des Jahres im Svenska Cupen in der Männermannschaft. In der Spielzeit 1999, in der der Verein erst in den Relegationsspielen gegen Assyriska FF den Klassenerhalt bewerkstelligen konnte, kam er am zweiten Spieltag beim 1:0-Erfolg über IF Elfsborg als Einwechselspieler zu seinem Erstligadebüt.
Zunächst blieb Anttonen unter Trainer Sven Dahlkvist und ab 2000 auch unter dessen Nachfolger Mats Jingblad hauptsächlich die Rolle des Ersatzspielers. Im Laufe der Spielzeit 2001 setzte er sich durch und erspielte sich einen Platz in der Stammformation, so dass er in der folgenden Spielzeit in allen der 26 Saisonspielen der schwedischen Eliteserie auf dem Platz stand. Sportlich erreichte er mit der Mannschaft Mittelfeldplätze, aufgrund finanzieller Unregelmäßigkeiten in der Spielzeit 2004 kam es jedoch zum Lizenzentzug und einem daraus resultierenden Zwangsabstieg des Klubs in die Superettan.
Anttonen hielt ÖSK die Treue und trat für den Klub in der Zweitligaspielzeit 2005 an. Zwar erreichte die Mannschaft unter dem Trainerduo Patrick Walker und Urban Hammar zunächst nur einen fünften Tabellenrang, im folgenden Jahr gelang als Tabellenzweiter hinter Trelleborgs FF die Vizemeisterschaft und nach 52 Zweitligaspielen kehrte er zum Erstligafußball zurück. Als Stammkraft trug er zum Klassenerhalt bei und zeigte in der Spielzeit 2008 gute Leistungen. Als Folge erhielt er mehrere Angebote aus Schweden, aber auch aus dem Ausland vom norwegischen Klub Sogndal Fotball, und wurde von Nationaltrainer Lars Lagerbäck in die Nationalmannschaft berufen. Bei einer US-Tournee der Landesauswahl saß er beim Aufeinandertreffen mit der US-Nationalmannschaft auf der Ersatzbank und kam beim 1:0-Sieg über Mexiko durch ein Tor von Alexander Farnerud zu seinem Nationalmannschaftsdebüt, das er über die komplette Spieldauer bestritt.
Anttonen blieb trotz der Angebote bei ÖSK und gehörte auch in der Spielzeit 2009 zu den Stützen der Defensive, bis er sich im August verletzte. Nach seiner Rückkehr auf den Platz war er wieder Stammkraft und platzierte sich als Tabellensechster respektive -dritter mit der Mannschaft im vorderen Ligabereich. Die Spielzeit 2011 war überschattet von Verletzungen, die lediglich fünf Saisoneinsätze erlaubten.